# Robert Emmett Bledsoe Baylor

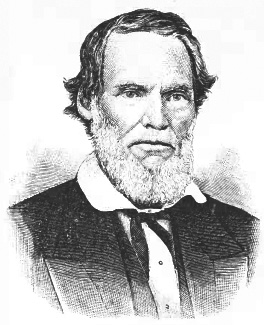
Robert Emmett Bledsoe Baylor

Robert Emmett Bledsoe Baylor (* 10. Mai 1793 in Lincoln County, Kentucky; † 6. Januar 1874 bei Gay Hill, Washington County, Texas) war ein US-amerikanischer Soldat, Rechtsanwalt, Richter, Pfarrer, Politiker und 1845 Mitbegründer der Baylor University und des Baylor Female Colleges. Er war ein Neffe des US-Senators Jesse Bledsoe sowie ein Onkel der Brüder John und George Wythe Baylor.

## Leben
Robert Emmett Bledsoe Baylor war eines von sechs Kindern des Soldaten Walker (1762–1822) und Jane Bledsoe Baylor (1769–1828). Er besuchte die Schulen im ländlichen Raum, wo er aufgewachsen war. 1812 wurde er Mitglied der Kentucky Militia, und er beteiligte sich am Kampf um das Ohio-Territorium während des Britisch-Amerikanischen Krieges. Nach dem Krieg studierte er Jura, bekam seine Zulassung als Anwalt und praktizierte.
Er war 1819 Mitglied im Repräsentantenhaus von Kentucky, jedoch trat er von diesem Posten zurück und zog 1820 nach Tuscaloosa in Alabama, wo er seine Tätigkeit als Anwalt fortsetzte. Dort studierte er Theologie, bekam eine Lizenz als Prediger und wurde zum Baptistenpfarrer geweiht. Ferner war er 1824 Mitglied im Repräsentantenhaus von Alabama. Dann wurde er als Jacksonian in den 21. US-Kongress gewählt, erlitt aber bei seinem Wiederwahlversuch in den nachfolgenden US-Kongress eine Niederlage. Er war im US-Repräsentantenhaus vom 4. März 1829 bis zum 3. März 1831 tätig.
1836 führte Baylor ein Bataillon von Freiwilligen gegen die Creek-Indianer. 1839 wandte er sich erneut dem christlichen Glauben zu und zog nach Texas, wo man ihn zum Amtsrichter und Richter am Supreme Court der Republik Texas wählte. Bereits 1825 kam er in Kontakt mit Freimaurern und diente ihnen als Kaplan 1843, 1846 und 1847. Er war Mitbegründer der Texas Baptist Education Society, The Union Association und The Texas Baptist State Convention. Er war 1845 einer der Gründer der Baylor University bei Independence (heute Waco) und des Baylor Female Colleges bei Belton. Im gleichen Jahr nahm er auch an einer verfassungsgebenden Versammlung teil, wo die Verfassung von Texas formuliert wurde. Danach war er fünfundzwanzig Jahre lang als Amtsrichter tätig. Ferner war er Gönner und Juraprofessor an der Baylor University.
Baylor verstarb 1874 bei Gay Hill (Texas), und er wurde auf dem Gelände der Baylor University beigesetzt, aber 1917 an den Campus des Baylor Female Colleges in Belton umgebettet. Er war unverheiratet und hinterließ keine Kinder.

## Ehrungen
- Vor der Baylor University in Waco wurde Baylor eine Statue in Stein als Denkmal errichtet.[3]
- Vor dem Mary-Hardin-Baylor Campus in Belton wurde eine Gedenktafel in Aluminium aufgestellt (Marker N°: 4296, Ort: 31.065638, -97.463638)[4]